# Ley de Femicidio (Chile)
La Ley 20480, también conocida como Ley de Femicidio, es una ley chilena, promulgada el 14 de diciembre de 2010. Este cuerpo legal modificó a la Ley 20066 sobre violencia intrafamiliar, aumentando las penas sobre el delito de femicidio e introduciendo reformas acerca denes que fueron discutidas en el Congreso chileno.

## Antecedentes
Se habla de que ocurre un femicidio cada semana en Chile, lo que se ve ratificado e incluso superado por un informe de la Policía de Investigaciones que da las siguientes cifras.
Las cifras del Sernam, por su parte, señalan que el año 2009 hubo 55 femicidios, y hasta el 1 de diciembre de 2010, 48 (las metodologías de diferentes instituciones pueden variar dependiendo de cómo definan femicidio).
Según un estudio presentado por la Unidad Especializada de Violencia Intrafamiliar y Delitos Sexuales de la Fiscalía Nacional, hasta 2011 hubo una prevalencia en este delito, ya que se registraron cuatro víctimas por cada 100 mil mujeres mayores de 15 años. Sin embargo, de 2010 a 2011 la tendencia fue a la baja: las víctimas pasaron de 48 a 34.
| Feminicidios en Chile | Feminicidios en Chile | Feminicidios en Chile |
| Año                   | Muertes               | Ref                   |
| --------------------- | --------------------- | --------------------- |
| 2005                  | 80                    | [ 8 ]                 |
| 2006                  | 57                    | [ 8 ]                 |
| 2007                  | 71                    | [ 8 ]                 |
| 2008                  | 59                    | [ 8 ]                 |
| 2009                  | 55                    |                       |
| 2010                  | 49                    |                       |
| 2011                  | 40                    |                       |
| 2012                  | 34                    |                       |
| 2013                  | 40                    |                       |
| 2014                  | 40                    |                       |
| 2015                  | 60                    | [ 9 ]                 |
| 2016                  | 58                    | [ 10 ]                |
| 2017                  | 72                    | [ 10 ]                |
| 2018                  | 59                    |                       |
| 2019                  | 46                    |                       |
| 2020                  | 43                    |                       |
| 2021                  | 35                    | [ 11 ]                |
| 2022                  | 43                    |                       |

## Contenido de la ley
La Ley Nº 20.480 de femicidio modifica el código penal, aprobándose su reconocimiento legal y sanción. La modificación al artículo 390, inc. 1º, del, sobre Parricidio, amplía el parricidio a nuevos sujetos activos calificados, a los ex cónyuges o convivientes sin límite de tiempo ni de sexo. Esta es una nueva tipificación, pues figuras que hasta ahora habrían sido homicidios, ahora serán parricidio.
En el nuevo inc. 2º, para el caso especial en que la víctima del delito de parricidio sea la actual o excónyuge o conviviente del autor, el mismo delito se llama femicidio. Es la misma nueva figura penal del inciso primero, ya ampliado, pero con una denominación con efectos solo denominativos.
Esto implica que no solo las parejas actuales, sino que excónyuges y convivientes podrán ser acusados como autores de crímenes de femicidio.
En caso de existir anotaciones previas de violencia intrafamiliar o medidas de protección que haya dictado un juez, no se podrá considerar la existencia de irreprochable conducta anterior para rebajar la pena.
Otros puntos que toca esta norma, es que aumentará las penas para un violador en caso de que el delincuente actúe a traición, sobre seguro, o si son dos o más los atacantes.

### Medidas cautelares que contempla la ley
Otro punto importante que abarca esta ley, es que se autoriza y encarga al Tribunal de Familia la adopción de todas las medidas cautelares necesarias para proteger con eficacia a las víctimas de la violencia intrafamiliar, aún antes de que el caso sea remitido al Ministerio Público, eliminando así uno de los períodos más riesgosos para las víctimas de violencia intrafamiliar.
Se duplica así, el periodo de duración de las medidas accesorias a la sentencia para agresores en causas de violencia intrafamiliar,  ampliándose éstas hasta dos años.  Ejemplos: prohibición de acercarse a la víctima, obligación de asistir a terapia,  etc.
Con esto se busca evitar las situaciones en que las mujeres maltratadas ya hayan alertado del peligro en que vivían, pero el sistema público no tuvo las herramientas para protegerlas lo que, finalmente, culmina en femicidios.
Se incluye también, como situación de riesgo para una mujer la negativa violenta de aceptar el término de una relación de pareja. Es importante realizar la denuncia, hoy en día se han desplegado diversas medidas para proteger a la mujer y a los hijos.

### Polémica constitucional sobre la ley
Para algunos abogados la iniciativa podría ser inconstitucional porque la igualdad entre hombres y mujeres está garantizada por ley. Incluso se cuestionan si la vida del hombre y su integridad física valen menos que los de la mujer. Así lo han planteado en cartas al Director.[cita requerida]
Polémica también ha generado entre penalistas el hecho de que en la ley que crea el delito del femicidio en Chile se establezca que se penará con la pena de parricidio no solo al que mata a su cónyuge, sino también al que da muerte a la persona que ha sido su marido o mujer en el pasado, estén o no divorciados.
Sin embargo, algunos constitucionalistas no concuerdan con las críticas a la iniciativa. La abogada Olga Feliú piensa que lo que prohíbe la Constitución es establecer diferencias arbitrarias. «La igualdad en la Constitución no es matemática, sino que es de trato (...) No impide que se establezcan diferencias, siempre y cuando éstas tengan fundamentos». Según Feliú, la ley que crea el femicidio «tiene fundamentos: la inferioridad fisiológica de las mujeres. No cabe duda de que el físico de la mujer en general es más débil, aunque hay excepciones. Entonces, no hay diferencias arbitrarias».[cita requerida]
El abogado Guillermo Bruna reconoce que en el proyecto hay una «aparente desigualdad», pero que está justificada en «la protección de la mujer, que así como los niños y los ancianos son personas que la sociedad tiene que resguardar. Esta apariencia de desigualdad está dentro de un contexto social y cultural, que la mujer debe estar protegida y amparada por el hombre. Esto es una tradición cristiana y bíblica». Según Bruna, la Constitución también protege a la familia, por lo que no sería inconstitucional.[cita requerida]
Mientras, la exministra del Servicio Nacional de la Mujer (Sernam), Carolina Schmidt, rechazó que el proyecto de ley que crea el delito de femicidio sea inconstitucional, y aseguró que no teme que el Tribunal Constitucional así lo declare. Según Schmidt, «los abogados tendrían que enterarse del proyecto de ley. En términos legales no discrimina, porque la pena es exactamente la misma, no hay discriminación desde el punto de vista de la pena, que es el delito de parricidio. Lo que cambia es el término semántico que incorpora al femicidio».[cita requerida]
El artículo 390 del Código Penal condena a quien, conociendo las relaciones que lo ligan, mate, entre otros, a su «cónyuge o conviviente», imponiendo altas penas que van desde 15 años y un día, hasta presidio perpetuo calificado. Esta pena se mantiene en el proyecto aprobado, y solo se cambia el nombre del delito en el caso de la mujer, a femicidio.